# Moyse Garrigue

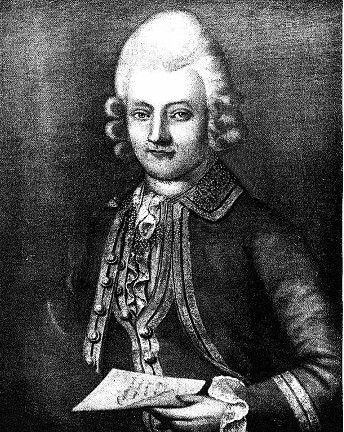
Moyse Garrigue (1708–1750) Assessor am Französischen Gericht in Magdeburg

Moyse Garrigue (* 9. September 1708 in Magdeburg; † 1. Februar 1750 ebenda) war Juwelier und Goldschmied, Gerichtsassessor der Französischen Kolonie zu Magdeburg und Direktor des Französischen Waisenhauses der Kolonie.

## Leben
Moyse (Moses) Garrigue, vielfach genannt „der Jüngere“, entstammte einer uradeligen französischen Familie aus dem Languedoc. In den Religionskriegen des 17. Jahrhunderts haben sie, wohl wegen ihres hugenottischen Glaubens  Vermögen und Adelstitel verloren und wurden zu gewerbetreibenden Bürgern. Als Siegelabdrücke auf Testamenten hat sich noch das Wappen der Familie de la Garrigue erhalten. Es wird wie folgt blasoniert: "Schild waagerecht geteilt, im oberen Felde 2 gekreuzte Eicheln, im unteren 5 Eichbäume". Die Eicheln und die Eichbäume geben unmittelbar den Inhalt des Namens Garrigue wieder.
Moyse ist das älteste von 14 Kindern. Sein Vater Jacques Garrigue (1677–1730) war als Kind mit seinem Onkel, dem Juwelier Moyse Garrigue (dem Älteren), kurz nach Aufhebung der Religionsfreiheit (Edikt von Nantes), 1686 aus Mazamet im Languedoc, Frankreich nach Deutschland geflohen. Sie zogen über Bayreuth zunächst nach Halle (Saale). Ende 1688 kamen sie dann nach Magdeburg, wo Jacques am 18. Oktober 1707 Marguérite Nicolas (* 1686 in Grenoble; † September 1726 in Prenzlau) heiratete, die ebenfalls Hugenottin war. Am 28. Oktober 1707 erhielt Jacques Garrigue das Bürgerrecht der Französischen Kolonie Magdeburgs.
Moyse Garrigue erlernte gemeinsam mit seinem Bruder (Jacques) das Handwerk eines Juweliers und Goldschmiedes bei seinem Vater Jacques. Damit war der Beruf bereits in der dritten Generation in seiner Familie, von Großonkel Moyse (dem Älteren) über Vater Jacques bis zu dessen Söhnen Tradition. Am 30. November 1730 heiratete Moyse Garrigue in Berlin Wilhelmine Henriette Serres (* 1711; † 1795), einer wie er selbst bereits in Deutschland geborene Hugenottin. Sie entstammte mütterlicherseits den aus Aubusson eingewanderten Tapissierfamilien Barraband und Mercier. Das Ehepaar Garrigue hatte insgesamt neun Kinder, von denen fünf den Vater überlebten. Garrigues Töchter Justine Henriette und Marianne Friederike Wilhelmine waren die ersten ihrer Familie, die nicht mehr innerhalb des Zirkels der Französischen Kolonie heirateten, sondern ihre Partner in deutschen Magdeburger Bürgerfamilien (Schwartz und Gaertner) fanden. Moyse Garrigues Schwiegersohn Philipp Christian Schwartz und seine beiden Enkel Ernst Jakob Schwartz und Johann Isaac Schwartz waren Bürgermeister der Pfälzer Kolonie von Magdeburg.

## Aktivitäten
Moyse Garrigue (der Jüngere) lebte in Magdeburg. Bald nach Übernahme des vom Vater ererbten Juweliergeschäftes mit -werkstatt wurde er auch Bürger der Französischen Kolonie. Er war vermögend, denn sein Haus war 1746 mit 1600 Talern versichert. Ab 1738 übernahm er, wie zuvor bereits sein Vater Jacques, das Amt eines Laienrichters (Gerichtsassessors) beim französischen Kolonie-Gericht von Magdeburg. Obwohl es ein Ehrenamt war, erforderte es doch großes Engagement und Aufwand, da gerade in seiner Amtszeit einige bedeutende Auseinandersetzungen gerichtlich ausgefochten wurden.
Seit den Zeiten seines Großonkels Moyse widmete sich die Familie Garrigue immer wieder auch öffentlichen und sozialen Aufgaben in Magdeburg. 1748 übernahm Moyse Garrigue auch das sehr verantwortungsvolle Amt eines Direktors des Französischen Waisenhauses (Maison des Orphelins), das er bis zu seinem Tode innehatte.
Moyse Garrigue interessierte sich für die Kultur seiner neuen Heimat Brandenburg und nahm aktiv daran teil. Er pflegte unter anderem Kontakt zu Dichtern seiner Zeit, wie Samuel Gotthold Lange, Johann Wilhelm Ludwig Gleim und Johann Georg Sulzer. Unabhängig davon fühlte er sich aber in seinen öffentlichen Ämtern der französischen Tradition verpflichtet und vertrat mit Nachdruck die Interessen seiner französischen Landsleute, mit den ihnen in Brandenburg zugesagten Privilegien.

## Nachwirkungen
Von den Nachkommen Moyse Garrigues sind einige im Ausland zu finden (Dänemark und USA). Zu den bekanntesten unter ihnen zählt wohl die in Brooklyn, als Tochter eines seiner Urenkel, des Buchhändlers Rudolph Pierre Garrigues, geborene Pianistin Charlotte Garrigue. Sie wurde Ehefrau des ersten Präsidenten der Tschechoslowakei Tomáš Masaryk. Masaryk fügte mit der Heirat sogar den Familiennamen seiner Frau seinem eigenen Namen an und hieß hinfort Tomáš Garrigue Masaryk.
Internationale Bekanntheit errang auch die Sängerin Eugenia Malvina Garrigues. Die in Dänemark geborene Urenkelin von Moyse Garrigue trat unter anderem gemeinsam mit ihrem Ehemann Ludwig Schnorr von Carolsfeld in den Titelrollen der Uraufführung von Richard Wagners Tristan und Isolde auf.